# 曼夫里诺波利斯
曼夫里诺波利斯是巴西巴拉那州的一个市镇。总面积215.682平方公里，总人口3334人，人口密度15.5人/平方公里。